# Kodetka
Kodetka je lokalita nové výstavby a základní sídelní jednotka obce Hlincová Hora v okrese České Budějovice. Nachází se 6 km východně od centra Českých Budějovic, na Lišovském prahu, v nadmořské výšce 550 – 571 m. Základní sídelní jednotka Kodetka má výměru 55 ha, v roce 2011 v ní žilo 229 obyvatel (z celkových 371 obyvatel obce Hlincová Hora).

## Historie
Dnešní název Kodetka je odvozen od Kodetovy zahrady, jejímž zakladatelem byl českobudějovický podnikatel, obchodník se suknem Jan Kodet, který v letech 1930 – 1932 koupil pozemky hlincohorských občanů o celkové rozloze 9 ha a na nich založil zahradní objekt se školkou. Za protektorátu byl Kodet potrestán pro šmelinu. Protože pozemek nebyl obděláván, chtělo tehdejší vedení Hlincové Hory po skončení druhé světové války zabrat Kodetovu zahradu pro obec. Mezi obcí a Kodetem došlo k dlouhému sporu a v dubnu 1947 si MNV vyžádal od Pozemkového úřadu nucenou správu.
Kodetka začala vznikat od roku 1997, kdy zde developerská společnost Kodetka a. s. (součást skupiny SHL a Partners) začala prodávat pozemky pro individuální výstavbu. V první etapě zde bylo vybudováno přibližně 70 rodinných domů. Obytný soubor Kodetka získal v roce 1997 čestné uznání odborné poroty výstavy FOR ARCH Jižní Čechy. Zpočátku však Kodetce chybělo napojení na původní vesnici (dělila je vzdálenost přibližně 1 km), což podle Temelové a Ouředníčka vedlo mimo jiné k sociální polarizaci obou částí obce a k vyhrocení vztahů mezi původními a novými obyvateli. Poté následovala druhá etapa, která vyplnila prostor mezi novou a starou výstavbou. Při ní developer vytvořil 58 parcel. V rámci druhé etapy bylo také v roce 2008 postaveno hřiště, které propojilo Kodetku se starou částí obce Hlincová Hora. Na podzim 2016 byla zahájena výstavba základní technické vybavenosti pro třetí etapu, v níž má být 56 parcel pro rodinné domy s celkovou výměrou téměř 5,5 ha. Stavební parcely byly pro výstavbu rodinných domů připraveny na jaře 2018. V průběhu září 2018 získala obec Hlincová Hora od firmy K.O.D.A. CB a.s. do majetku komunikace a sítě na III. etapě obytného souboru Kodetka. Na jaře 2019 byla zahájena výstavba prvních domů ve třetí etapě.